# Copa Santa Fe 2023
La Copa Santa Fe 2023 fue la sexta edición de esa competición oficial, organizada por la Federación Santafesina de Fútbol, en la que participan los equipos de la provincia de Santa Fe de todas las divisiones del fútbol argentino junto con los representantes de cada liga regional de la provincia.
Consagró campeón al Club Atlético Unión de Santa Fe, club afiliado a la Liga Santafesina de Fútbol y participante de la Primera División, que logró de esta manera su primer título.

## Formato
El torneo se desarrolló plenamente bajo un formato de eliminación directa donde cada equipo enfrentaba a su rival de turno a partido único o en partidos de ida y vuelta. Si una serie finalizó empatada en el global, se definió por penales.
En la primera etapa, los representantes de las 19 ligas regionales se enfrentaron al equipo de su misma liga en llaves a doble partido. Los ganadores avanzaron a la segunda etapa en la que se les sumaron cinco equipos participantes del Torneo Regional Federal Amateur y los seis representantes de la Copa Federación. En la tercera etapa, a los equipos clasificados de la segunda etapa se les sumaron el equipo participante de la Primera Nacional, los tres equipos participantes del Torneo Federal A, los otros tres equipos participantes del Torneo Regional Federal Amateur, el equipo participante de la Primera C y el equipo participante de la Primera D.
En la fase final, a los equipos clasificados de la tercera etapa se les sumaron los equipos participantes de la Primera División. A partir de aquí, los 16 equipos clasificados disputaron una serie de eliminatorias (compuestas por octavos de final, cuartos de final, semifinales y final) hasta consagrar al campeón.
|                         |                         |                            | Equipos que entraron en esta fase | Equipos que provenían de la fase anterior      |
| ----------------------- | ----------------------- | -------------------------- | --- | ---------------------------------------------- |
| Fase inicial            | Fase inicial            | Primera etapa (38 equipos) | - 38 equipos de las ligas regionales. |                                                |
| Fase inicial            | Fase inicial            | Segunda etapa (30 equipos) | - 5 equipos del Torneo Regional Federal Amateur. - 6 equipos de la Copa Federación.                                                                                           | - 19 equipos clasificados de la primera etapa. |
| Fase inicial            | Fase inicial            | Tercera etapa (24 equipos) | - 1 equipo de la Primera Nacional. - 3 equipos del Torneo Federal A. - 3 equipos del Torneo Regional Federal Amateur. - 1 equipo de la Primera C. - 1 equipo de la Primera D. | - 15 equipos clasificados de la segunda etapa. |
| Fase final (16 equipos) | Fase final (16 equipos) | Fase final (16 equipos)    | - 4 equipos de la Primera División. | - 12 equipos clasificados de la tercera etapa. |

## Equipos participantes
| Liga                                                                                         | Equipo                                                                                           | Ciudad                                                                                                | Departamento                                                                            |                                 |                                 |                                 |
| Divisiones del fútbol argentino                                                              | Divisiones del fútbol argentino                                                                  | Divisiones del fútbol argentino                                                                       | Divisiones del fútbol argentino                                                         | Divisiones del fútbol argentino | Divisiones del fútbol argentino | Divisiones del fútbol argentino |
| -------------------------------------------------------------------------------------------- | ------------------------------------------------------------------------------------------------ | --- | --------------------------------------------------------------------------------------- | ------------------------------- | ------------------------------- | ------------------------------- |
| Primera División 1.ª categoría 4 equipos                                                     | Newell's Old Boys Rosario Central Colón Unión                                                    | Rosario Santa Fe                                                                                      | Rosario La Capital                                                                      |                                 |                                 |                                 |
| Primera Nacional 2.ª categoría 1 equipo                                                      | Atlético de Rafaela                                                                              | Rafaela                                                                                               | Castellanos                                                                             |                                 |                                 |                                 |
| Torneo Federal A 3.ª categoría para clubes indirectamente afiliados 3 equipos                | Sportivo Las Parejas 9 de Julio Unión                                                            | Las Parejas Rafaela Sunchales                                                                         | Castellanos Belgrano                                                                    |                                 |                                 |                                 |
| Primera C 4.ª categoría para clubes directamente afiliados 1 equipo                          | Central Córdoba                                                                                  | Rosario                                                                                               | Rosario                                                                                 |                                 |                                 |                                 |
| Torneo Regional Federal Amateur 4.ª categoría para clubes indirectamente afiliados 8 equipos | Atlético Carcarañá San Martín Juventud Ben Hur Atlético San Jorge Colón Libertad Coronel Aguirre | Carcarañá Carlos Pellegrini Esperanza Rafaela San Jorge San Lorenzo Sunchales Villa Gobernador Gálvez | San Lorenzo San Martín Las Colonias Castellanos San Martín San Lorenzo Belgrano Rosario |                                 |                                 |                                 |
| Primera D 5.ª categoría para clubes directamente afiliados 1 equipo                          | Argentino                                                                                        | Rosario                                                                                               | Rosario                                                                                 |                                 |                                 |                                 |
| Ligas regionales de Santa Fe                                                                 |                                                                                                  | |                                                                                         |                                 |                                 |                                 |
| Asociación Rosarina de Fútbol 2 equipos                                                      | ADIUR Morning Star                                                                               | Rosario                                                                                               | Rosario                                                                                 |                                 |                                 |                                 |
| Liga Cañadense de Fútbol 2 equipos                                                           | ADEO Williams Kemmis                                                                             | Cañada de Gómez Las Rosas                                                                             | Iriondo Belgrano                                                                        |                                 |                                 |                                 |
| Liga Casildense de Fútbol 2 equipos                                                          | Aprendices Casildenses Atlético Chabás                                                           | Casilda Chabás                                                                                        | Caseros                                                                                 |                                 |                                 |                                 |
| Liga de Fútbol Regional del Sud 2 equipos                                                    | Porvenir Talleres Riberas del Paraná                                                             | Villa Constitución                                                                                    | Constitución                                                                            |                                 |                                 |                                 |
| Liga Departamental de Fútbol San Martín 2 equipos                                            | Juventud Unida Atlético Sastre                                                                   | Cañada Rosquín Sastre y Ortiz                                                                         | San Martín                                                                              |                                 |                                 |                                 |
| Liga Deportiva del Sur 2 equipos                                                             | Blanco y Negro Argentino                                                                         | Alcorta Firmat                                                                                        | Constitución General López                                                              |                                 |                                 |                                 |
| Liga Esperancina de Fútbol 2 equipos                                                         | San Martín Central San Carlos                                                                    | Progreso San Carlos Centro                                                                            | Las Colonias                                                                            |                                 |                                 |                                 |
| Liga Galvense de Fútbol 2 equipos                                                            | 9 de Julio Atlético Belgrano                                                                     | Arocena Colonia Belgrano                                                                              | San Jerónimo San Martín                                                                 |                                 |                                 |                                 |
| Liga Interprovincial de Fútbol 2 equipos                                                     | Cafferatense Centenario                                                                          | Cafferata San José de la Esquina                                                                      | General López Caseros                                                                   |                                 |                                 |                                 |
| Liga Ocampense de Fútbol 2 equipos                                                           | Boxing Club Ex Alumnos                                                                           | Las Toscas San Antonio de Obligado                                                                    | General Obligado                                                                        |                                 |                                 |                                 |
| Liga Rafaelina de Fútbol 2 equipos                                                           | Sportivo Norte Brown                                                                             | Rafaela San Vicente                                                                                   | Castellanos                                                                             |                                 |                                 |                                 |
| Liga Reconquistense de Fútbol 2 equipos                                                      | Barrio Norte Romang FC                                                                           | Avellaneda Romang                                                                                     | General Obligado San Javier                                                             |                                 |                                 |                                 |
| Liga Regional Ceresina de Fútbol 2 equipos                                                   | Central Olímpico Atlético Tostado                                                                | Ceres Tostado                                                                                         | San Cristóbal Nueve de Julio                                                            |                                 |                                 |                                 |
| Liga Regional Paivense de Fútbol 2 equipos                                                   | Polideportivo Llambi Campbell San Martín                                                         | Llambi Campbell Monte Vera                                                                            | La Capital                                                                              |                                 |                                 |                                 |
| Liga Regional Sanlorencina de Fútbol 2 equipos                                               | Defensores de Villa Cassini General San Martín                                                   | Capitán Bermúdez Puerto General San Martín                                                            | San Lorenzo                                                                             |                                 |                                 |                                 |
| Liga Regional Totorense de Fútbol 2 equipos                                                  | Club Maciel Unión                                                                                | Maciel Totoras                                                                                        | Iriondo                                                                                 |                                 |                                 |                                 |
| Liga Santafesina de Fútbol 2 equipos                                                         | Colón Universidad Nacional del Litoral                                                           | San Justo Santa Fe                                                                                    | San Justo La Capital                                                                    |                                 |                                 |                                 |
| Liga Venadense de Fútbol 2 equipos                                                           | Atlético Elortondo Juventud Pueyrredón                                                           | Elortondo Venado Tuerto                                                                               | General López                                                                           |                                 |                                 |                                 |
| Liga Verense de Fútbol 2 equipos                                                             | Huracán Gimnasia                                                                                 | La Criolla Vera                                                                                       | San Justo Vera                                                                          |                                 |                                 |                                 |
| Copa Federación                                                                              |                                                                                                  | |                                                                                         |                                 |                                 |                                 |
| Copa Federación 2023 Competencia provincial 6 equipos                                        | Club Arteaga Firmat FBC Juventud Peñarol La Perla del Oeste Huracán                              | Arteaga Firmat Malabrigo Rafaela Recreo Vera                                                          | Caseros General López General Obligado Castellanos La Capital Vera                      |                                 |                                 |                                 |

## Fase inicial

### Cuadros de desarrollo

#### Llave A
|  | Primera etapa            | Primera etapa             | Primera etapa            | Primera etapa            |       |       | Segunda etapa              | Segunda etapa              | Segunda etapa              | Segunda etapa              |  |                      | Tercera etapa     | Tercera etapa     | Tercera etapa     | Tercera etapa     |  |
|  | 2 de julio al 9 de julio | 2 de julio al 9 de julio  | 2 de julio al 9 de julio | 2 de julio al 9 de julio |       |       | 23 de julio al 30 de julio | 23 de julio al 30 de julio | 23 de julio al 30 de julio | 23 de julio al 30 de julio |  |                      | 19 y 27 de agosto | 19 y 27 de agosto | 19 y 27 de agosto | 19 y 27 de agosto |  |
|  |                          |                           |                          |                          |       |       |                            |                            |                            |                            |  |                      |                   |                   |                   |                   |  |
|  |                          |                           |                          |                          |       |       |                            |                            |                            |                            |  |                      |                   |                   |                   |                   |  |
|  |                          |                           |                          |                          |       |       |                            |                            |                            |                            |  |                      |                   |                   |                   |                   |  |
|  |                          |                           |                          |                          |       |       |                            |                            |                            |                            |  |                      |                   |                   |                   |                   |  |
|  |                          |                           |                          |                          |       |       |                            |                            |                            |                            |  |                      |                   |                   |                   |                   |  |
|  |                          | Juventud (Malabrigo) (p.) | 1                        | 2                        | 3 (4) |       |                            |                            |                            |                            |  |                      |                   |                   |                   |                   |  |
|  |                          |                           |                          |                          | 3 (4) |       |                            |                            |                            |                            |  |                      |                   |                   |                   |                   |  |
|  |                          |                           | Ex Alumnos (SAO)         | 3                        | 0     | 3 (3) |                            |                            |                            |                            |  |                      |                   |                   |                   |                   |  |
|  | Ex Alumnos (SAO)         | 2                         | Ex Alumnos (SAO)         | 3                        | 0     | 3 (3) | 2                          | 4                          |                            |                            |  |                      |                   |                   |                   |                   |  |
|  | Ex Alumnos (SAO)         | 2                         |                          |                          |       |       |                            |                            |                            |                            |  |                      |                   |                   |                   |                   |  |
|  | Boxing Club (LT)         | 0                         | 1                        | 1                        |       |       |                            |                            |                            |                            |  |                      |                   |                   |                   |                   |  |
|  | Boxing Club (LT)         | 0                         | 1                        | 1                        |       |       |                            |                            |                            |                            |  | Juventud (Malabrigo) | 3                 | 2                 | 5                 |                   |  |
|  |                          |                           |                          |                          |       |       |                            |                            |                            |                            |  | Juventud (Malabrigo) | 3                 | 2                 | 5                 |                   |  |
|  |                          |                           | Barrio Norte (A)         | 2                        | 0     | 2     |                            |                            |                            |                            |  |                      |                   |                   |                   |                   |  |
|  |                          |                           | Barrio Norte (A)         | 2                        | 0     | 2     |                            |                            |                            |                            |  |                      |                   |                   |                   |                   |  |
|  |                          |                           |                          |                          |       |       |                            |                            |                            |                            |  |                      |                   |                   |                   |                   |  |
|  |                          |                           |                          |                          |       |       |                            |                            |                            |                            |  |                      |                   |                   |                   |                   |  |
|  |                          | Huracán (Vera)            | 0                        | 2                        | 2     |       |                            |                            |                            |                            |  |                      |                   |                   |                   |                   |  |
|  |                          |                           |                          |                          | 2     |       |                            |                            |                            |                            |  |                      |                   |                   |                   |                   |  |
|  |                          |                           | Barrio Norte (A)         | 2                        | 4     | 6     |                            |                            |                            |                            |  |                      |                   |                   |                   |                   |  |
|  | Barrio Norte (A) (p.)    | 0                         | Barrio Norte (A)         | 2                        | 4     | 6     | 3                          | 3 (4)                      |                            |                            |  |                      |                   |                   |                   |                   |  |
|  | Barrio Norte (A) (p.)    | 0                         |                          |                          |       |       |                            |                            |                            |                            |  |                      |                   |                   |                   |                   |  |
|  | Romang FC                | 3                         | 0                        | 3 (1)                    |       |       |                            |                            |                            |                            |  |                      |                   |                   |                   |                   |  |
|  | Romang FC                | 3                         | 0                        | 3 (1)                    |       |       |                            |                            |                            |                            |  |                      |                   |                   |                   |                   |  |
|  |                          |                           |                          |                          |       |       |                            |                            |                            |                            |  |                      |                   |                   |                   |                   |  |

#### Llave B
|  | Primera etapa   | Primera etapa      | Primera etapa     | Primera etapa  |       |       | Segunda etapa    | Segunda etapa        | Segunda etapa    | Segunda etapa    |   |  | Tercera etapa     | Tercera etapa     | Tercera etapa     | Tercera etapa     |  |
|  | 2 y 9 de julio  | 2 y 9 de julio     | 2 y 9 de julio    | 2 y 9 de julio |       |       | 23 y 30 de julio | 23 y 30 de julio     | 23 y 30 de julio | 23 y 30 de julio |   |  | 20 y 27 de agosto | 20 y 27 de agosto | 20 y 27 de agosto | 20 y 27 de agosto |  |
|  |                 |                    |                   |                |       |       |                  |                      |                  |                  |   |  |                   |                   |                   |                   |  |
|  |                 |                    |                   |                |       |       |                  |                      |                  |                  |   |  |                   |                   |                   |                   |  |
|  |                 |                    |                   |                |       |       |                  |                      |                  |                  |   |  |                   |                   |                   |                   |  |
|  |                 |                    |                   |                |       |       |                  |                      |                  |                  |   |  |                   |                   |                   |                   |  |
|  |                 |                    |                   |                |       |       |                  |                      |                  |                  |   |  |                   |                   |                   |                   |  |
|  |                 |                    |                   |                |       |       |                  |                      |                  |                  |   |  |                   |                   |                   |                   |  |
|  |                 |                    |                   |                |       |       |                  |                      |                  |                  |   |  |                   |                   |                   |                   |  |
|  |                 |                    |                   |                |       |       |                  |                      |                  |                  |   |  |                   |                   |                   |                   |  |
|  |                 |                    |                   |                |       |       |                  |                      |                  |                  |   |  |                   |                   |                   |                   |  |
|  |                 |                    |                   |                |       |       |                  |                      |                  |                  |   |  |                   |                   |                   |                   |  |
|  |                 |                    |                   |                |       |       |                  |                      |                  |                  |   |  |                   |                   |                   |                   |  |
|  |                 |                    |                   |                |       |       |                  | Juventud (Esperanza) | 2                | 5                | 7 |  |                   |                   |                   |                   |  |
|  |                 |                    |                   |                |       |       |                  |                      |                  |                  | 7 |  |                   |                   |                   |                   |  |
|  |                 |                    | Huracán (LC)      | 0              | 2     | 2     |                  |                      |                  |                  |   |  |                   |                   |                   |                   |  |
|  |                 |                    | Huracán (LC)      | 0              | 2     | 2     |                  |                      |                  |                  |   |  |                   |                   |                   |                   |  |
|  |                 |                    |                   |                |       |       |                  |                      |                  |                  |   |  |                   |                   |                   |                   |  |
|  |                 |                    |                   |                |       |       |                  |                      |                  |                  |   |  |                   |                   |                   |                   |  |
|  |                 | La Perla del Oeste | 1                 | 1              | 2 (3) |       |                  |                      |                  |                  |   |  |                   |                   |                   |                   |  |
|  |                 |                    |                   |                | 2 (3) |       |                  |                      |                  |                  |   |  |                   |                   |                   |                   |  |
|  |                 |                    | Huracán (LC) (p.) | 1              | 1     | 2 (4) |                  |                      |                  |                  |   |  |                   |                   |                   |                   |  |
|  | Gimnasia (Vera) | 0                  | Huracán (LC) (p.) | 1              | 1     | 2 (4) | 0                | 0                    |                  |                  |   |  |                   |                   |                   |                   |  |
|  | Gimnasia (Vera) | 0                  |                   |                |       |       |                  |                      |                  |                  |   |  |                   |                   |                   |                   |  |
|  | Huracán (LC)    | 1                  | 1                 | 2              |       |       |                  |                      |                  |                  |   |  |                   |                   |                   |                   |  |
|  | Huracán (LC)    | 1                  | 1                 | 2              |       |       |                  |                      |                  |                  |   |  |                   |                   |                   |                   |  |
|  |                 |                    |                   |                |       |       |                  |                      |                  |                  |   |  |                   |                   |                   |                   |  |

#### Llave C
|  | Primera etapa            | Primera etapa            | Primera etapa            | Primera etapa            |   |                       | Segunda etapa    | Segunda etapa       | Segunda etapa    | Segunda etapa    |   |  | Tercera etapa     | Tercera etapa     | Tercera etapa     | Tercera etapa     |  |
|  | 2 de julio al 9 de julio | 2 de julio al 9 de julio | 2 de julio al 9 de julio | 2 de julio al 9 de julio |   |                       | 22 y 29 de julio | 22 y 29 de julio    | 22 y 29 de julio | 22 y 29 de julio |   |  | 22 y 29 de agosto | 22 y 29 de agosto | 22 y 29 de agosto | 22 y 29 de agosto |  |
|  |                          |                          |                          |                          |   |                       |                  |                     |                  |                  |   |  |                   |                   |                   |                   |  |
|  |                          |                          |                          |                          |   |                       |                  |                     |                  |                  |   |  |                   |                   |                   |                   |  |
|  |                          |                          |                          |                          |   |                       |                  |                     |                  |                  |   |  |                   |                   |                   |                   |  |
|  |                          |                          |                          |                          |   |                       |                  |                     |                  |                  |   |  |                   |                   |                   |                   |  |
|  |                          |                          |                          |                          |   |                       |                  |                     |                  |                  |   |  |                   |                   |                   |                   |  |
|  |                          |                          |                          |                          |   |                       |                  |                     |                  |                  |   |  |                   |                   |                   |                   |  |
|  |                          |                          |                          |                          |   |                       |                  |                     |                  |                  |   |  |                   |                   |                   |                   |  |
|  |                          |                          |                          |                          |   |                       |                  |                     |                  |                  |   |  |                   |                   |                   |                   |  |
|  |                          |                          |                          |                          |   |                       |                  |                     |                  |                  |   |  |                   |                   |                   |                   |  |
|  |                          |                          |                          |                          |   |                       |                  |                     |                  |                  |   |  |                   |                   |                   |                   |  |
|  |                          |                          |                          |                          |   |                       |                  |                     |                  |                  |   |  |                   |                   |                   |                   |  |
|  |                          |                          |                          |                          |   |                       |                  | Atlético de Rafaela | 0                | 2                | 2 |  |                   |                   |                   |                   |  |
|  |                          |                          |                          |                          |   |                       |                  |                     |                  |                  | 2 |  |                   |                   |                   |                   |  |
|  |                          |                          | Colón (San Justo)        | 1                        | 0 | 1                     |                  |                     |                  |                  |   |  |                   |                   |                   |                   |  |
|  | Colón (San Justo)        | 3                        | Colón (San Justo)        | 1                        | 0 | 1                     | 3                | 6                   |                  |                  |   |  |                   |                   |                   |                   |  |
|  | Colón (San Justo)        | 3                        |                          |                          |   |                       |                  |                     |                  |                  |   |  |                   |                   |                   |                   |  |
|  | UNL                      | 0                        | 3                        | 3                        |   |                       |                  |                     |                  |                  |   |  |                   |                   |                   |                   |  |
|  | UNL                      | 0                        | 3                        | 3                        |   | Poli. Llambi Campbell | 1                | 1                   | 2                |                  |   |  |                   |                   |                   |                   |  |
|  |                          |                          |                          |                          |   | Poli. Llambi Campbell | 1                | 1                   | 2                |                  |   |  |                   |                   |                   |                   |  |
|  |                          |                          | Colón (San Justo)        | 2                        | 1 | 3                     |                  |                     |                  |                  |   |  |                   |                   |                   |                   |  |
|  | San Martín (MV)          | 0                        | Colón (San Justo)        | 2                        | 1 | 3                     | 0                | 0                   |                  |                  |   |  |                   |                   |                   |                   |  |
|  | San Martín (MV)          | 0                        |                          |                          |   |                       |                  |                     |                  |                  |   |  |                   |                   |                   |                   |  |
|  | Poli. Llambi Campbell    | 0                        | 1                        | 1                        |   |                       |                  |                     |                  |                  |   |  |                   |                   |                   |                   |  |
|  | Poli. Llambi Campbell    | 0                        | 1                        | 1                        |   |                       |                  |                     |                  |                  |   |  |                   |                   |                   |                   |  |
|  |                          |                          |                          |                          |   |                       |                  |                     |                  |                  |   |  |                   |                   |                   |                   |  |

#### Llave D
|  | Primera etapa            | Primera etapa            | Primera etapa            | Primera etapa            |   |                | Segunda etapa    | Segunda etapa    | Segunda etapa    | Segunda etapa    |   |  | Tercera etapa     | Tercera etapa     | Tercera etapa     | Tercera etapa     |  |
|  | 1 de julio al 9 de julio | 1 de julio al 9 de julio | 1 de julio al 9 de julio | 1 de julio al 9 de julio |   |                | 23 y 30 de julio | 23 y 30 de julio | 23 y 30 de julio | 23 y 30 de julio |   |  | 20 y 27 de agosto | 20 y 27 de agosto | 20 y 27 de agosto | 20 y 27 de agosto |  |
|  |                          |                          |                          |                          |   |                |                  |                  |                  |                  |   |  |                   |                   |                   |                   |  |
|  |                          |                          |                          |                          |   |                |                  |                  |                  |                  |   |  |                   |                   |                   |                   |  |
|  |                          |                          |                          |                          |   |                |                  |                  |                  |                  |   |  |                   |                   |                   |                   |  |
|  |                          |                          |                          |                          |   |                |                  |                  |                  |                  |   |  |                   |                   |                   |                   |  |
|  |                          |                          |                          |                          |   |                |                  |                  |                  |                  |   |  |                   |                   |                   |                   |  |
|  |                          |                          |                          |                          |   |                |                  |                  |                  |                  |   |  |                   |                   |                   |                   |  |
|  |                          |                          |                          |                          |   |                |                  |                  |                  |                  |   |  |                   |                   |                   |                   |  |
|  |                          |                          |                          |                          |   |                |                  |                  |                  |                  |   |  |                   |                   |                   |                   |  |
|  |                          |                          |                          |                          |   |                |                  |                  |                  |                  |   |  |                   |                   |                   |                   |  |
|  |                          |                          |                          |                          |   |                |                  |                  |                  |                  |   |  |                   |                   |                   |                   |  |
|  |                          |                          |                          |                          |   |                |                  |                  |                  |                  |   |  |                   |                   |                   |                   |  |
|  |                          |                          |                          |                          |   |                |                  | Ben Hur          | 1                | 2                | 3 |  |                   |                   |                   |                   |  |
|  |                          |                          |                          |                          |   |                |                  |                  |                  |                  | 3 |  |                   |                   |                   |                   |  |
|  |                          |                          | Central San Carlos       | 0                        | 1 | 1              |                  |                  |                  |                  |   |  |                   |                   |                   |                   |  |
|  | 9 de Julio (A)           | 1                        | Central San Carlos       | 0                        | 1 | 1              | 1                | 2                |                  |                  |   |  |                   |                   |                   |                   |  |
|  | 9 de Julio (A)           | 1                        |                          |                          |   |                |                  |                  |                  |                  |   |  |                   |                   |                   |                   |  |
|  | Atlético Belgrano (CB)   | 1                        | 0                        | 1                        |   |                |                  |                  |                  |                  |   |  |                   |                   |                   |                   |  |
|  | Atlético Belgrano (CB)   | 1                        | 0                        | 1                        |   | 9 de Julio (A) | 0                | 1                | 1                |                  |   |  |                   |                   |                   |                   |  |
|  |                          |                          |                          |                          |   | 9 de Julio (A) | 0                | 1                | 1                |                  |   |  |                   |                   |                   |                   |  |
|  |                          |                          | Central San Carlos       | 3                        | 2 | 5              |                  |                  |                  |                  |   |  |                   |                   |                   |                   |  |
|  | Central San Carlos (p.)  | 1                        | Central San Carlos       | 3                        | 2 | 5              | 0                | 1 (6)            |                  |                  |   |  |                   |                   |                   |                   |  |
|  | Central San Carlos (p.)  | 1                        |                          |                          |   |                |                  |                  |                  |                  |   |  |                   |                   |                   |                   |  |
|  | San Martín (P)           | 0                        | 1                        | 1 (5)                    |   |                |                  |                  |                  |                  |   |  |                   |                   |                   |                   |  |
|  | San Martín (P)           | 0                        | 1                        | 1 (5)                    |   |                |                  |                  |                  |                  |   |  |                   |                   |                   |                   |  |
|  |                          |                          |                          |                          |   |                |                  |                  |                  |                  |   |  |                   |                   |                   |                   |  |

#### Llave E
|  | Primera etapa       | Primera etapa          | Primera etapa      | Primera etapa  |       |       | Segunda etapa    | Segunda etapa    | Segunda etapa    | Segunda etapa    |   |  | Tercera etapa     | Tercera etapa     | Tercera etapa     | Tercera etapa     |  |
|  | 2 y 8 de julio      | 2 y 8 de julio         | 2 y 8 de julio     | 2 y 8 de julio |       |       | 22 y 30 de julio | 22 y 30 de julio | 22 y 30 de julio | 22 y 30 de julio |   |  | 11 y 30 de agosto | 11 y 30 de agosto | 11 y 30 de agosto | 11 y 30 de agosto |  |
|  |                     |                        |                    |                |       |       |                  |                  |                  |                  |   |  |                   |                   |                   |                   |  |
|  |                     |                        |                    |                |       |       |                  |                  |                  |                  |   |  |                   |                   |                   |                   |  |
|  |                     |                        |                    |                |       |       |                  |                  |                  |                  |   |  |                   |                   |                   |                   |  |
|  |                     |                        |                    |                |       |       |                  |                  |                  |                  |   |  |                   |                   |                   |                   |  |
|  |                     |                        |                    |                |       |       |                  |                  |                  |                  |   |  |                   |                   |                   |                   |  |
|  |                     |                        |                    |                |       |       |                  |                  |                  |                  |   |  |                   |                   |                   |                   |  |
|  |                     |                        |                    |                |       |       |                  |                  |                  |                  |   |  |                   |                   |                   |                   |  |
|  |                     |                        |                    |                |       |       |                  |                  |                  |                  |   |  |                   |                   |                   |                   |  |
|  |                     |                        |                    |                |       |       |                  |                  |                  |                  |   |  |                   |                   |                   |                   |  |
|  |                     |                        |                    |                |       |       |                  |                  |                  |                  |   |  |                   |                   |                   |                   |  |
|  |                     |                        |                    |                |       |       |                  |                  |                  |                  |   |  |                   |                   |                   |                   |  |
|  |                     |                        |                    |                |       |       |                  | 9 de Julio (R)   | 2                | 1                | 3 |  |                   |                   |                   |                   |  |
|  |                     |                        |                    |                |       |       |                  |                  |                  |                  | 3 |  |                   |                   |                   |                   |  |
|  |                     |                        | Peñarol (Rafaela)  | 1              | 1     | 2     |                  |                  |                  |                  |   |  |                   |                   |                   |                   |  |
|  |                     |                        | Peñarol (Rafaela)  | 1              | 1     | 2     |                  |                  |                  |                  |   |  |                   |                   |                   |                   |  |
|  |                     |                        |                    |                |       |       |                  |                  |                  |                  |   |  |                   |                   |                   |                   |  |
|  |                     |                        |                    |                |       |       |                  |                  |                  |                  |   |  |                   |                   |                   |                   |  |
|  |                     | Peñarol (Rafaela) (p.) | 0                  | 0              | 0 (4) |       |                  |                  |                  |                  |   |  |                   |                   |                   |                   |  |
|  |                     |                        |                    |                | 0 (4) |       |                  |                  |                  |                  |   |  |                   |                   |                   |                   |  |
|  |                     |                        | Sportivo Norte (R) | 0              | 0     | 0 (3) |                  |                  |                  |                  |   |  |                   |                   |                   |                   |  |
|  | Brown (San Vicente) | 0                      | Sportivo Norte (R) | 0              | 0     | 0 (3) | 3                | 3                |                  |                  |   |  |                   |                   |                   |                   |  |
|  | Brown (San Vicente) | 0                      |                    |                |       |       |                  |                  |                  |                  |   |  |                   |                   |                   |                   |  |
|  | Sportivo Norte (R)  | 4                      | 3                  | 7              |       |       |                  |                  |                  |                  |   |  |                   |                   |                   |                   |  |
|  | Sportivo Norte (R)  | 4                      | 3                  | 7              |       |       |                  |                  |                  |                  |   |  |                   |                   |                   |                   |  |
|  |                     |                        |                    |                |       |       |                  |                  |                  |                  |   |  |                   |                   |                   |                   |  |

#### Llave F
|  | Primera etapa        | Primera etapa        | Primera etapa        | Primera etapa  |   |   | Segunda etapa    | Segunda etapa     | Segunda etapa    | Segunda etapa    |   |  | Tercera etapa     | Tercera etapa     | Tercera etapa     | Tercera etapa     |  |
|  | 2 y 9 de julio       | 2 y 9 de julio       | 2 y 9 de julio       | 2 y 9 de julio |   |   | 23 y 30 de julio | 23 y 30 de julio  | 23 y 30 de julio | 23 y 30 de julio |   |  | 11 y 22 de agosto | 11 y 22 de agosto | 11 y 22 de agosto | 11 y 22 de agosto |  |
|  |                      |                      |                      |                |   |   |                  |                   |                  |                  |   |  |                   |                   |                   |                   |  |
|  |                      |                      |                      |                |   |   |                  |                   |                  |                  |   |  |                   |                   |                   |                   |  |
|  |                      |                      |                      |                |   |   |                  |                   |                  |                  |   |  |                   |                   |                   |                   |  |
|  |                      |                      |                      |                |   |   |                  |                   |                  |                  |   |  |                   |                   |                   |                   |  |
|  |                      |                      |                      |                |   |   |                  |                   |                  |                  |   |  |                   |                   |                   |                   |  |
|  |                      |                      |                      |                |   |   |                  |                   |                  |                  |   |  |                   |                   |                   |                   |  |
|  |                      |                      |                      |                |   |   |                  |                   |                  |                  |   |  |                   |                   |                   |                   |  |
|  |                      |                      |                      |                |   |   |                  |                   |                  |                  |   |  |                   |                   |                   |                   |  |
|  |                      |                      |                      |                |   |   |                  |                   |                  |                  |   |  |                   |                   |                   |                   |  |
|  |                      |                      |                      |                |   |   |                  |                   |                  |                  |   |  |                   |                   |                   |                   |  |
|  |                      |                      |                      |                |   |   |                  |                   |                  |                  |   |  |                   |                   |                   |                   |  |
|  |                      |                      |                      |                |   |   |                  | Unión (Sunchales) | 2                | 0                | 2 |  |                   |                   |                   |                   |  |
|  |                      |                      |                      |                |   |   |                  |                   |                  |                  | 2 |  |                   |                   |                   |                   |  |
|  |                      |                      | Libertad (Sunchales) | 2              | 1 | 3 |                  |                   |                  |                  |   |  |                   |                   |                   |                   |  |
|  |                      |                      | Libertad (Sunchales) | 2              | 1 | 3 |                  |                   |                  |                  |   |  |                   |                   |                   |                   |  |
|  |                      |                      |                      |                |   |   |                  |                   |                  |                  |   |  |                   |                   |                   |                   |  |
|  |                      |                      |                      |                |   |   |                  |                   |                  |                  |   |  |                   |                   |                   |                   |  |
|  |                      | Libertad (Sunchales) | 2                    | 4              | 6 |   |                  |                   |                  |                  |   |  |                   |                   |                   |                   |  |
|  |                      |                      |                      |                | 6 |   |                  |                   |                  |                  |   |  |                   |                   |                   |                   |  |
|  |                      |                      | Central Olímpico (C) | 1              | 2 | 3 |                  |                   |                  |                  |   |  |                   |                   |                   |                   |  |
|  | Atlético Tostado     | 1                    | Central Olímpico (C) | 1              | 2 | 3 | 1                | 2                 |                  |                  |   |  |                   |                   |                   |                   |  |
|  | Atlético Tostado     | 1                    |                      |                |   |   |                  |                   |                  |                  |   |  |                   |                   |                   |                   |  |
|  | Central Olímpico (C) | 2                    | 3                    | 5              |   |   |                  |                   |                  |                  |   |  |                   |                   |                   |                   |  |
|  | Central Olímpico (C) | 2                    | 3                    | 5              |   |   |                  |                   |                  |                  |   |  |                   |                   |                   |                   |  |
|  |                      |                      |                      |                |   |   |                  |                   |                  |                  |   |  |                   |                   |                   |                   |  |

#### Llave G
|  | Primera etapa       | Primera etapa   | Primera etapa   | Primera etapa   |   |   | Segunda etapa             | Segunda etapa             | Segunda etapa             | Segunda etapa             |   |  | Tercera etapa     | Tercera etapa     | Tercera etapa     | Tercera etapa     |  |
|  | 5 y 12 de julio     | 5 y 12 de julio | 5 y 12 de julio | 5 y 12 de julio |   |   | 26 de julio y 2 de agosto | 26 de julio y 2 de agosto | 26 de julio y 2 de agosto | 26 de julio y 2 de agosto |   |  | 16 y 23 de agosto | 16 y 23 de agosto | 16 y 23 de agosto | 16 y 23 de agosto |  |
|  |                     |                 |                 |                 |   |   |                           |                           |                           |                           |   |  |                   |                   |                   |                   |  |
|  |                     |                 |                 |                 |   |   |                           |                           |                           |                           |   |  |                   |                   |                   |                   |  |
|  |                     |                 |                 |                 |   |   |                           |                           |                           |                           |   |  |                   |                   |                   |                   |  |
|  |                     |                 |                 |                 |   |   |                           |                           |                           |                           |   |  |                   |                   |                   |                   |  |
|  |                     |                 |                 |                 |   |   |                           |                           |                           |                           |   |  |                   |                   |                   |                   |  |
|  |                     |                 |                 |                 |   |   |                           |                           |                           |                           |   |  |                   |                   |                   |                   |  |
|  |                     |                 |                 |                 |   |   |                           |                           |                           |                           |   |  |                   |                   |                   |                   |  |
|  |                     |                 |                 |                 |   |   |                           |                           |                           |                           |   |  |                   |                   |                   |                   |  |
|  |                     |                 |                 |                 |   |   |                           |                           |                           |                           |   |  |                   |                   |                   |                   |  |
|  |                     |                 |                 |                 |   |   |                           |                           |                           |                           |   |  |                   |                   |                   |                   |  |
|  |                     |                 |                 |                 |   |   |                           |                           |                           |                           |   |  |                   |                   |                   |                   |  |
|  |                     |                 |                 |                 |   |   |                           | Atlético San Jorge        | 1                         | 1                         | 2 |  |                   |                   |                   |                   |  |
|  |                     |                 |                 |                 |   |   |                           |                           |                           |                           | 2 |  |                   |                   |                   |                   |  |
|  |                     |                 | Atlético Sastre | 4               | 2 | 6 |                           |                           |                           |                           |   |  |                   |                   |                   |                   |  |
|  |                     |                 | Atlético Sastre | 4               | 2 | 6 |                           |                           |                           |                           |   |  |                   |                   |                   |                   |  |
|  |                     |                 |                 |                 |   |   |                           |                           |                           |                           |   |  |                   |                   |                   |                   |  |
|  |                     |                 |                 |                 |   |   |                           |                           |                           |                           |   |  |                   |                   |                   |                   |  |
|  |                     | San Martín (CP) | 2               | 3               | 5 |   |                           |                           |                           |                           |   |  |                   |                   |                   |                   |  |
|  |                     |                 |                 |                 | 5 |   |                           |                           |                           |                           |   |  |                   |                   |                   |                   |  |
|  |                     |                 | Atlético Sastre | 4               | 4 | 8 |                           |                           |                           |                           |   |  |                   |                   |                   |                   |  |
|  | Atlético Sastre     | 0               | Atlético Sastre | 4               | 4 | 8 | 4                         | 4                         |                           |                           |   |  |                   |                   |                   |                   |  |
|  | Atlético Sastre     | 0               |                 |                 |   |   |                           |                           |                           |                           |   |  |                   |                   |                   |                   |  |
|  | Juventud Unida (CR) | 2               | 0               | 2               |   |   |                           |                           |                           |                           |   |  |                   |                   |                   |                   |  |
|  | Juventud Unida (CR) | 2               | 0               | 2               |   |   |                           |                           |                           |                           |   |  |                   |                   |                   |                   |  |
|  |                     |                 |                 |                 |   |   |                           |                           |                           |                           |   |  |                   |                   |                   |                   |  |

#### Llave H
|  | Primera etapa   | Primera etapa      | Primera etapa      | Primera etapa   |   |   | Segunda etapa             | Segunda etapa             | Segunda etapa             | Segunda etapa             |   |  | Tercera etapa    | Tercera etapa    | Tercera etapa    | Tercera etapa    |  |
|  | 5 y 12 de julio | 5 y 12 de julio    | 5 y 12 de julio    | 5 y 12 de julio |   |   | 26 de julio y 2 de agosto | 26 de julio y 2 de agosto | 26 de julio y 2 de agosto | 26 de julio y 2 de agosto |   |  | 9 y 16 de agosto | 9 y 16 de agosto | 9 y 16 de agosto | 9 y 16 de agosto |  |
|  |                 |                    |                    |                 |   |   |                           |                           |                           |                           |   |  |                  |                  |                  |                  |  |
|  |                 |                    |                    |                 |   |   |                           |                           |                           |                           |   |  |                  |                  |                  |                  |  |
|  |                 |                    |                    |                 |   |   |                           |                           |                           |                           |   |  |                  |                  |                  |                  |  |
|  |                 |                    |                    |                 |   |   |                           |                           |                           |                           |   |  |                  |                  |                  |                  |  |
|  |                 |                    |                    |                 |   |   |                           |                           |                           |                           |   |  |                  |                  |                  |                  |  |
|  |                 |                    |                    |                 |   |   |                           |                           |                           |                           |   |  |                  |                  |                  |                  |  |
|  |                 |                    |                    |                 |   |   |                           |                           |                           |                           |   |  |                  |                  |                  |                  |  |
|  |                 |                    |                    |                 |   |   |                           |                           |                           |                           |   |  |                  |                  |                  |                  |  |
|  |                 |                    |                    |                 |   |   |                           |                           |                           |                           |   |  |                  |                  |                  |                  |  |
|  |                 |                    |                    |                 |   |   |                           |                           |                           |                           |   |  |                  |                  |                  |                  |  |
|  |                 |                    |                    |                 |   |   |                           |                           |                           |                           |   |  |                  |                  |                  |                  |  |
|  |                 |                    |                    |                 |   |   |                           | Sportivo Las Parejas      | 4                         | 2                         | 6 |  |                  |                  |                  |                  |  |
|  |                 |                    |                    |                 |   |   |                           |                           |                           |                           | 6 |  |                  |                  |                  |                  |  |
|  |                 |                    | Atlético Carcarañá | 0               | 0 | 0 |                           |                           |                           |                           |   |  |                  |                  |                  |                  |  |
|  |                 |                    | Atlético Carcarañá | 0               | 0 | 0 |                           |                           |                           |                           |   |  |                  |                  |                  |                  |  |
|  |                 |                    |                    |                 |   |   |                           |                           |                           |                           |   |  |                  |                  |                  |                  |  |
|  |                 |                    |                    |                 |   |   |                           |                           |                           |                           |   |  |                  |                  |                  |                  |  |
|  |                 | Atlético Carcarañá | 0                  | 1               | 1 |   |                           |                           |                           |                           |   |  |                  |                  |                  |                  |  |
|  |                 |                    |                    |                 | 1 |   |                           |                           |                           |                           |   |  |                  |                  |                  |                  |  |
|  |                 |                    | Williams Kemmis    | 0               | 0 | 0 |                           |                           |                           |                           |   |  |                  |                  |                  |                  |  |
|  | Williams Kemmis | 1                  | Williams Kemmis    | 0               | 0 | 0 | 2                         | 3                         |                           |                           |   |  |                  |                  |                  |                  |  |
|  | Williams Kemmis | 1                  |                    |                 |   |   |                           |                           |                           |                           |   |  |                  |                  |                  |                  |  |
|  | ADEO            | 2                  | 0                  | 2               |   |   |                           |                           |                           |                           |   |  |                  |                  |                  |                  |  |
|  | ADEO            | 2                  | 0                  | 2               |   |   |                           |                           |                           |                           |   |  |                  |                  |                  |                  |  |
|  |                 |                    |                    |                 |   |   |                           |                           |                           |                           |   |  |                  |                  |                  |                  |  |

#### Llave I
|  | Primera etapa             | Primera etapa             | Primera etapa             | Primera etapa             |   |                    | Segunda etapa             | Segunda etapa             | Segunda etapa             | Segunda etapa             |   |  | Tercera etapa     | Tercera etapa     | Tercera etapa     | Tercera etapa     |  |
|  | 5 de julio al 14 de julio | 5 de julio al 14 de julio | 5 de julio al 14 de julio | 5 de julio al 14 de julio |   |                    | 23 de julio y 6 de agosto | 23 de julio y 6 de agosto | 23 de julio y 6 de agosto | 23 de julio y 6 de agosto |   |  | 20 y 27 de agosto | 20 y 27 de agosto | 20 y 27 de agosto | 20 y 27 de agosto |  |
|  |                           |                           |                           |                           |   |                    |                           |                           |                           |                           |   |  |                   |                   |                   |                   |  |
|  |                           |                           |                           |                           |   |                    |                           |                           |                           |                           |   |  |                   |                   |                   |                   |  |
|  |                           |                           |                           |                           |   |                    |                           |                           |                           |                           |   |  |                   |                   |                   |                   |  |
|  |                           |                           |                           |                           |   |                    |                           |                           |                           |                           |   |  |                   |                   |                   |                   |  |
|  |                           |                           |                           |                           |   |                    |                           |                           |                           |                           |   |  |                   |                   |                   |                   |  |
|  |                           |                           |                           |                           |   |                    |                           |                           |                           |                           |   |  |                   |                   |                   |                   |  |
|  |                           |                           |                           |                           |   |                    |                           |                           |                           |                           |   |  |                   |                   |                   |                   |  |
|  |                           |                           |                           |                           |   |                    |                           |                           |                           |                           |   |  |                   |                   |                   |                   |  |
|  |                           |                           |                           |                           |   |                    |                           |                           |                           |                           |   |  |                   |                   |                   |                   |  |
|  |                           |                           |                           |                           |   |                    |                           |                           |                           |                           |   |  |                   |                   |                   |                   |  |
|  |                           |                           |                           |                           |   |                    |                           |                           |                           |                           |   |  |                   |                   |                   |                   |  |
|  |                           |                           |                           |                           |   |                    |                           | Argentino (Rosario)       | 0                         | 3                         | 3 |  |                   |                   |                   |                   |  |
|  |                           |                           |                           |                           |   |                    |                           |                           |                           |                           | 3 |  |                   |                   |                   |                   |  |
|  |                           |                           | Unión (Totoras)           | 1                         | 1 | 2                  |                           |                           |                           |                           |   |  |                   |                   |                   |                   |  |
|  | Unión (Totoras)           | 3                         | Unión (Totoras)           | 1                         | 1 | 2                  | 2                         | 5                         |                           |                           |   |  |                   |                   |                   |                   |  |
|  | Unión (Totoras)           | 3                         |                           |                           |   |                    |                           |                           |                           |                           |   |  |                   |                   |                   |                   |  |
|  | Club Maciel               | 0                         | 1                         | 1                         |   |                    |                           |                           |                           |                           |   |  |                   |                   |                   |                   |  |
|  | Club Maciel               | 0                         | 1                         | 1                         |   | Argentino (Firmat) | 1                         | 0                         | 1                         |                           |   |  |                   |                   |                   |                   |  |
|  |                           |                           |                           |                           |   | Argentino (Firmat) | 1                         | 0                         | 1                         |                           |   |  |                   |                   |                   |                   |  |
|  |                           |                           | Unión (Totoras)           | 3                         | 0 | 3                  |                           |                           |                           |                           |   |  |                   |                   |                   |                   |  |
|  | Argentino (Firmat) (p.)   | 3                         | Unión (Totoras)           | 3                         | 0 | 3                  | 1                         | 4 (4)                     |                           |                           |   |  |                   |                   |                   |                   |  |
|  | Argentino (Firmat) (p.)   | 3                         |                           |                           |   |                    |                           |                           |                           |                           |   |  |                   |                   |                   |                   |  |
|  | Blanco y Negro (A)        | 2                         | 2                         | 4 (3)                     |   |                    |                           |                           |                           |                           |   |  |                   |                   |                   |                   |  |
|  | Blanco y Negro (A)        | 2                         | 2                         | 4 (3)                     |   |                    |                           |                           |                           |                           |   |  |                   |                   |                   |                   |  |
|  |                           |                           |                           |                           |   |                    |                           |                           |                           |                           |   |  |                   |                   |                   |                   |  |

#### Llave J
|  | Primera etapa               | Primera etapa       | Primera etapa                  | Primera etapa  |       |       | Segunda etapa    | Segunda etapa       | Segunda etapa    | Segunda etapa    |   |  | Tercera etapa                  | Tercera etapa                  | Tercera etapa                  | Tercera etapa                  |  |
|  | 2 y 9 de julio              | 2 y 9 de julio      | 2 y 9 de julio                 | 2 y 9 de julio |       |       | 23 y 30 de julio | 23 y 30 de julio    | 23 y 30 de julio | 23 y 30 de julio |   |  | 19 de agosto y 4 de septiembre | 19 de agosto y 4 de septiembre | 19 de agosto y 4 de septiembre | 19 de agosto y 4 de septiembre |  |
|  |                             |                     |                                |                |       |       |                  |                     |                  |                  |   |  |                                |                                |                                |                                |  |
|  |                             |                     |                                |                |       |       |                  |                     |                  |                  |   |  |                                |                                |                                |                                |  |
|  |                             |                     |                                |                |       |       |                  |                     |                  |                  |   |  |                                |                                |                                |                                |  |
|  |                             |                     |                                |                |       |       |                  |                     |                  |                  |   |  |                                |                                |                                |                                |  |
|  |                             |                     |                                |                |       |       |                  |                     |                  |                  |   |  |                                |                                |                                |                                |  |
|  |                             |                     |                                |                |       |       |                  |                     |                  |                  |   |  |                                |                                |                                |                                |  |
|  |                             |                     |                                |                |       |       |                  |                     |                  |                  |   |  |                                |                                |                                |                                |  |
|  |                             |                     |                                |                |       |       |                  |                     |                  |                  |   |  |                                |                                |                                |                                |  |
|  |                             |                     |                                |                |       |       |                  |                     |                  |                  |   |  |                                |                                |                                |                                |  |
|  |                             |                     |                                |                |       |       |                  |                     |                  |                  |   |  |                                |                                |                                |                                |  |
|  |                             |                     |                                |                |       |       |                  |                     |                  |                  |   |  |                                |                                |                                |                                |  |
|  |                             |                     |                                |                |       |       |                  | Central Córdoba (R) | 1                | 1                | 2 |  |                                |                                |                                |                                |  |
|  |                             |                     |                                |                |       |       |                  |                     |                  |                  | 2 |  |                                |                                |                                |                                |  |
|  |                             |                     | General San Martín (PGSM)      | 0              | 1     | 1     |                  |                     |                  |                  |   |  |                                |                                |                                |                                |  |
|  |                             |                     | General San Martín (PGSM)      | 0              | 1     | 1     |                  |                     |                  |                  |   |  |                                |                                |                                |                                |  |
|  |                             |                     |                                |                |       |       |                  |                     |                  |                  |   |  |                                |                                |                                |                                |  |
|  |                             |                     |                                |                |       |       |                  |                     |                  |                  |   |  |                                |                                |                                |                                |  |
|  |                             | Colón (San Lorenzo) | 1                              | 2              | 3 (2) |       |                  |                     |                  |                  |   |  |                                |                                |                                |                                |  |
|  |                             |                     |                                |                | 3 (2) |       |                  |                     |                  |                  |   |  |                                |                                |                                |                                |  |
|  |                             |                     | General San Martín (PGSM) (p.) | 2              | 1     | 3 (4) |                  |                     |                  |                  |   |  |                                |                                |                                |                                |  |
|  | Defensores de Villa Cassini | 1                   | General San Martín (PGSM) (p.) | 2              | 1     | 3 (4) | 0                | 1                   |                  |                  |   |  |                                |                                |                                |                                |  |
|  | Defensores de Villa Cassini | 1                   |                                |                |       |       |                  |                     |                  |                  |   |  |                                |                                |                                |                                |  |
|  | General San Martín (PGSM)   | 2                   | 1                              | 3              |       |       |                  |                     |                  |                  |   |  |                                |                                |                                |                                |  |
|  | General San Martín (PGSM)   | 2                   | 1                              | 3              |       |       |                  |                     |                  |                  |   |  |                                |                                |                                |                                |  |
|  |                             |                     |                                |                |       |       |                  |                     |                  |                  |   |  |                                |                                |                                |                                |  |

#### Llave K
|  | Primera etapa            | Primera etapa            | Primera etapa            | Primera etapa            |   |       | Segunda etapa              | Segunda etapa              | Segunda etapa              | Segunda etapa              |  |                 | Tercera etapa     | Tercera etapa     | Tercera etapa     | Tercera etapa     |  |
|  | 2 de julio al 9 de julio | 2 de julio al 9 de julio | 2 de julio al 9 de julio | 2 de julio al 9 de julio |   |       | 23 de julio al 6 de agosto | 23 de julio al 6 de agosto | 23 de julio al 6 de agosto | 23 de julio al 6 de agosto |  |                 | 19 y 27 de agosto | 19 y 27 de agosto | 19 y 27 de agosto | 19 y 27 de agosto |  |
|  |                          |                          |                          |                          |   |       |                            |                            |                            |                            |  |                 |                   |                   |                   |                   |  |
|  |                          |                          |                          |                          |   |       |                            |                            |                            |                            |  |                 |                   |                   |                   |                   |  |
|  |                          |                          |                          |                          |   |       |                            |                            |                            |                            |  |                 |                   |                   |                   |                   |  |
|  |                          |                          |                          |                          |   |       |                            |                            |                            |                            |  |                 |                   |                   |                   |                   |  |
|  |                          |                          |                          |                          |   |       |                            |                            |                            |                            |  |                 |                   |                   |                   |                   |  |
|  |                          | Coronel Aguirre          | 1                        | 2                        | 3 |       |                            |                            |                            |                            |  |                 |                   |                   |                   |                   |  |
|  |                          |                          |                          |                          | 3 |       |                            |                            |                            |                            |  |                 |                   |                   |                   |                   |  |
|  |                          |                          | ADIUR                    | 0                        | 0 | 0     |                            |                            |                            |                            |  |                 |                   |                   |                   |                   |  |
|  | ADIUR                    | 2                        | ADIUR                    | 0                        | 0 | 0     | 2                          | 4                          |                            |                            |  |                 |                   |                   |                   |                   |  |
|  | ADIUR                    | 2                        |                          |                          |   |       |                            |                            |                            |                            |  |                 |                   |                   |                   |                   |  |
|  | Morning Star             | 0                        | 1                        | 1                        |   |       |                            |                            |                            |                            |  |                 |                   |                   |                   |                   |  |
|  | Morning Star             | 0                        | 1                        | 1                        |   |       |                            |                            |                            |                            |  | Coronel Aguirre | 0                 | 1                 | 1 (2)             |                   |  |
|  |                          |                          |                          |                          |   |       |                            |                            |                            |                            |  | Coronel Aguirre | 0                 | 1                 | 1 (2)             |                   |  |
|  |                          |                          | Club Arteaga (p.)        | 1                        | 0 | 1 (4) |                            |                            |                            |                            |  |                 |                   |                   |                   |                   |  |
|  |                          |                          | Club Arteaga (p.)        | 1                        | 0 | 1 (4) |                            |                            |                            |                            |  |                 |                   |                   |                   |                   |  |
|  |                          |                          |                          |                          |   |       |                            |                            |                            |                            |  |                 |                   |                   |                   |                   |  |
|  |                          |                          |                          |                          |   |       |                            |                            |                            |                            |  |                 |                   |                   |                   |                   |  |
|  |                          | Club Arteaga             | 4                        | 0                        | 4 |       |                            |                            |                            |                            |  |                 |                   |                   |                   |                   |  |
|  |                          |                          |                          |                          | 4 |       |                            |                            |                            |                            |  |                 |                   |                   |                   |                   |  |
|  |                          |                          | Porvenir Talleres        | 1                        | 1 | 2     |                            |                            |                            |                            |  |                 |                   |                   |                   |                   |  |
|  | Riberas del Paraná       | 1                        | Porvenir Talleres        | 1                        | 1 | 2     | 0                          | 1                          |                            |                            |  |                 |                   |                   |                   |                   |  |
|  | Riberas del Paraná       | 1                        |                          |                          |   |       |                            |                            |                            |                            |  |                 |                   |                   |                   |                   |  |
|  | Porvenir Talleres        | 1                        | 1                        | 2                        |   |       |                            |                            |                            |                            |  |                 |                   |                   |                   |                   |  |
|  | Porvenir Talleres        | 1                        | 1                        | 2                        |   |       |                            |                            |                            |                            |  |                 |                   |                   |                   |                   |  |
|  |                          |                          |                          |                          |   |       |                            |                            |                            |                            |  |                 |                   |                   |                   |                   |  |

#### Llave L
|  | Primera etapa             | Primera etapa             | Primera etapa             | Primera etapa             |   |                    | Segunda etapa              | Segunda etapa              | Segunda etapa              | Segunda etapa              |  |                  | Tercera etapa     | Tercera etapa     | Tercera etapa     | Tercera etapa     |  |
|  | 2 de julio al 12 de julio | 2 de julio al 12 de julio | 2 de julio al 12 de julio | 2 de julio al 12 de julio |   |                    | 23 de julio al 30 de julio | 23 de julio al 30 de julio | 23 de julio al 30 de julio | 23 de julio al 30 de julio |  |                  | 19 y 27 de agosto | 19 y 27 de agosto | 19 y 27 de agosto | 19 y 27 de agosto |  |
|  |                           |                           |                           |                           |   |                    |                            |                            |                            |                            |  |                  |                   |                   |                   |                   |  |
|  |                           |                           |                           |                           |   |                    |                            |                            |                            |                            |  |                  |                   |                   |                   |                   |  |
|  | Aprendices Casildenses    | 1                         | 3                         | 4                         |   |                    |                            |                            |                            |                            |  |                  |                   |                   |                   |                   |  |
|  | Aprendices Casildenses    | 1                         | 3                         | 4                         |   |                    |                            |                            |                            |                            |  |                  |                   |                   |                   |                   |  |
|  | Atlético Chabás           | 1                         | 2                         | 3                         |   |                    |                            |                            |                            |                            |  |                  |                   |                   |                   |                   |  |
|  | Atlético Chabás           | 1                         | 2                         | 3                         |   | Atlético Elortondo | 0                          | 4                          | 4                          |                            |  |                  |                   |                   |                   |                   |  |
|  |                           |                           |                           |                           |   | Atlético Elortondo | 0                          | 4                          | 4                          |                            |  |                  |                   |                   |                   |                   |  |
|  |                           |                           | Aprendices Casildenses    | 0                         | 1 | 1                  |                            |                            |                            |                            |  |                  |                   |                   |                   |                   |  |
|  | Juventud Pueyrredón       | 0                         | Aprendices Casildenses    | 0                         | 1 | 1                  | 0                          | 0                          |                            |                            |  |                  |                   |                   |                   |                   |  |
|  | Juventud Pueyrredón       | 0                         |                           |                           |   |                    |                            |                            |                            |                            |  |                  |                   |                   |                   |                   |  |
|  | Atlético Elortondo        | 1                         | 2                         | 3                         |   |                    |                            |                            |                            |                            |  |                  |                   |                   |                   |                   |  |
|  | Atlético Elortondo        | 1                         | 2                         | 3                         |   |                    |                            |                            |                            |                            |  | Centenario (SJE) | 1                 | 2                 | 3                 |                   |  |
|  |                           |                           |                           |                           |   |                    |                            |                            |                            |                            |  | Centenario (SJE) | 1                 | 2                 | 3                 |                   |  |
|  |                           |                           | Atlético Elortondo        | 0                         | 0 | 0                  |                            |                            |                            |                            |  |                  |                   |                   |                   |                   |  |
|  |                           |                           | Atlético Elortondo        | 0                         | 0 | 0                  |                            |                            |                            |                            |  |                  |                   |                   |                   |                   |  |
|  |                           |                           |                           |                           |   |                    |                            |                            |                            |                            |  |                  |                   |                   |                   |                   |  |
|  |                           |                           |                           |                           |   |                    |                            |                            |                            |                            |  |                  |                   |                   |                   |                   |  |
|  |                           | Firmat FBC                | 0                         | 1                         | 1 |                    |                            |                            |                            |                            |  |                  |                   |                   |                   |                   |  |
|  |                           |                           |                           |                           | 1 |                    |                            |                            |                            |                            |  |                  |                   |                   |                   |                   |  |
|  |                           |                           | Centenario (SJE)          | 5                         | 1 | 6                  |                            |                            |                            |                            |  |                  |                   |                   |                   |                   |  |
|  | Centenario (SJE)          | 3                         | Centenario (SJE)          | 5                         | 1 | 6                  | 2                          | 5                          |                            |                            |  |                  |                   |                   |                   |                   |  |
|  | Centenario (SJE)          | 3                         |                           |                           |   |                    |                            |                            |                            |                            |  |                  |                   |                   |                   |                   |  |
|  | Cafferatense              | 1                         | 1                         | 2                         |   |                    |                            |                            |                            |                            |  |                  |                   |                   |                   |                   |  |
|  | Cafferatense              | 1                         | 1                         | 2                         |   |                    |                            |                            |                            |                            |  |                  |                   |                   |                   |                   |  |
|  |                           |                           |                           |                           |   |                    |                            |                            |                            |                            |  |                  |                   |                   |                   |                   |  |

### Primera etapa
| Fechas          | Local en la ida                  | Global       | Local en la vuelta            | Ida | Vuelta |
| --------------- | -------------------------------- | ------------ | ----------------------------- | --- | ------ |
| 2 y 9 de julio  | Boxing Club (Las Toscas)         | 1:4          | Ex Alumnos (S.A. de Obligado) | 0:2 | 1:2    |
| 2 y 9 de julio  | Romang FC                        | 3:3 (1:4 p.) | Barrio Norte (Avellaneda)     | 3:0 | 0:3    |
| 2 y 9 de julio  | Huracán (La Criolla)             | 2:0          | Gimnasia (Vera)               | 1:0 | 1:0    |
| 2 y 9 de julio  | Universidad Nacional del Litoral | 3:6          | Colón (San Justo)             | 0:3 | 3:3    |
| 2 y 8 de julio  | Polideportivo Llambi Campbell    | 1:0          | San Martín (Monte Vera)       | 0:0 | 1:0    |
| 1 y 8 de julio  | Atlético Belgrano (C. Belgrano)  | 1:2          | 9 de Julio (Arocena)          | 1:1 | 0:1    |
| 2 y 9 de julio  | San Martín (Progreso)            | 1:1 (5:6 p.) | Central San Carlos            | 0:1 | 1:0    |
| 2 y 8 de julio  | Sportivo Norte (Rafaela)         | 7:3          | Brown (San Vicente)           | 4:0 | 3:3    |
| 2 y 9 de julio  | Central Olímpico (Ceres)         | 5:2          | Atlético Tostado              | 2:1 | 3:1    |
| 5 y 12 de julio | Juventud Unida (C. Rosquín)      | 2:4          | Atlético Sastre               | 2:0 | 0:4    |
| 5 y 12 de julio | ADEO                             | 2:3          | Williams Kemmis               | 2:1 | 0:2    |
| 5 y 12 de julio | Club Maciel                      | 1:5          | Unión (Totoras)               | 0:3 | 1:2    |
| 5 y 14 de julio | Blanco y Negro (Alcorta)         | 4:4 (3:4 p.) | Argentino (Firmat)            | 2:3 | 2:1    |
| 2 y 9 de julio  | General San Martín (PGSM)        | 3:1          | Defensores de Villa Cassini   | 2:1 | 1:0    |
| 2 y 9 de julio  | Morning Star                     | 1:4          | ADIUR                         | 0:2 | 1:2    |
| 2 y 8 de julio  | Porvenir Talleres                | 2:1          | Riberas del Paraná            | 1:1 | 1:0    |
| 5 y 12 de julio | Atlético Chabás                  | 3:4          | Aprendices Casildenses        | 1:1 | 2:3    |
| 2 y 9 de julio  | Atlético Elortondo               | 3:0          | Juventud Pueyrredón           | 1:0 | 2:0    |
| 5 y 12 de julio | Cafferatense                     | 2:5          | Centenario (S.J. Esquina)     | 1:3 | 1:2    |

### Segunda etapa
| Fechas                    | Local en la ida               | Global       | Local en la vuelta             | Ida | Vuelta |
| ------------------------- | ----------------------------- | ------------ | ------------------------------ | --- | ------ |
| 23 y 30 de julio          | Ex Alumnos (S.A. de Obligado) | 3:3 (3:4 p.) | Juventud (Malabrigo)           | 3:1 | 0:2    |
| 23 y 30 de julio          | Barrio Norte (Avellaneda)     | 6:2          | Huracán (Vera)                 | 2:0 | 4:2    |
| 23 y 30 de julio          | Huracán (La Criolla)          | 2:2 (4:3 p.) | La Perla del Oeste             | 1:1 | 1:1    |
| 22 y 29 de julio          | Colón (San Justo)             | 3:2          | Polideportivo Llambi Campbell  | 2:1 | 1:1    |
| 23 y 30 de julio          | Central San Carlos            | 5:1          | 9 de Julio (Arocena)           | 3:0 | 2:1    |
| 22 y 30 de julio          | Sportivo Norte (Rafaela)      | 0:0 (3:4 p.) | Peñarol (Rafaela)              | 0:0 | 0:0    |
| 23 y 30 de julio          | Central Olímpico (Ceres)      | 3:6          | Libertad (Sunchales)           | 1:2 | 2:4    |
| 26 de julio y 2 de agosto | Atlético Sastre               | 8:5          | San Martín (Carlos Pellegrini) | 4:2 | 4:3    |
| 26 de julio y 2 de agosto | Williams Kemmis               | 0:1          | Atlético Carcarañá             | 0:0 | 0:1    |
| 23 de julio y 6 de agosto | Unión (Totoras)               | 3:1          | Argentino (Firmat)             | 3:1 | 0:0    |
| 23 y 30 de julio          | General San Martín (PGSM)     | 3:3 (4:2 p.) | Colón (San Lorenzo)            | 2:1 | 1:2    |
| 30 de julio y 6 de agosto | ADIUR                         | 0:3          | Coronel Aguirre                | 0:1 | 0:2    |
| 23 y 30 de julio          | Porvenir Talleres             | 2:4          | Club Arteaga                   | 1:4 | 1:0    |
| 23 y 29 de julio          | Aprendices Casildenses        | 1:4          | Atlético Elortondo             | 0:0 | 1:4    |
| 23 y 30 de julio          | Centenario (S.J. Esquina)     | 6:1          | Firmat FBC                     | 5:0 | 1:1    |

### Tercera etapa
| Fechas                         | Local en la ida           | Global       | Local en la vuelta        | Ida | Vuelta |
| ------------------------------ | ------------------------- | ------------ | ------------------------- | --- | ------ |
| 19 y 27 de agosto              | Barrio Norte (Avellaneda) | 2:5          | Juventud (Malabrigo)      | 2:3 | 0:2    |
| 20 y 27 de agosto              | Huracán (La Criolla)      | 2:7          | Juventud (Esperanza)      | 0:2 | 2:5    |
| 22 y 29 de agosto              | Colón (San Justo)         | 1:2          | Atlético de Rafaela       | 1:0 | 0:2    |
| 20 y 27 de agosto              | Central San Carlos        | 1:3          | Ben Hur                   | 0:1 | 1:2    |
| 11 y 30 de agosto              | Peñarol (Rafaela)         | 2:3          | 9 de Julio (Rafaela)      | 1:2 | 1:1    |
| 11 y 22 de agosto              | Libertad (Sunchales)      | 3:2          | Unión (Sunchales)         | 2:2 | 1:0    |
| 16 y 23 de agosto              | Atlético Sastre           | 6:2          | Atlético San Jorge        | 4:1 | 2:1    |
| 9 y 16 de agosto               | Atlético Carcarañá        | 0:6          | Sportivo Las Parejas      | 0:4 | 0:2    |
| 20 y 27 de agosto              | Unión (Totoras)           | 2:3          | Argentino (Rosario)       | 1:0 | 1:3    |
| 19 de agosto y 4 de septiembre | General San Martín (PGSM) | 1:2          | Central Córdoba (Rosario) | 0:1 | 1:1    |
| 19 y 27 de agosto              | Club Arteaga              | 1:1 (4:2 p.) | Coronel Aguirre           | 1:0 | 0:1    |
| 19 y 27 de agosto              | Atlético Elortondo        | 0:3          | Centenario (S.J. Esquina) | 0:1 | 0:2    |

## Fase final

### Cuadro de desarrollo
|  | Octavos de final                    | Octavos de final                    |                       |                      | Cuartos de final              | Cuartos de final              |  |                      | Semifinales                    | Semifinales                    |  |                  | Final           | Final           |  |
|  | 2 de septiembre al 17 de septiembre | 2 de septiembre al 17 de septiembre |                       |                      | 6 de octubre al 15 de octubre | 6 de octubre al 15 de octubre |  |                      | 16 de octubre al 20 de octubre | 16 de octubre al 20 de octubre |  |                  | 30 de noviembre | 30 de noviembre |  |
|  |                                     |                                     |                       |                      |                               |                               |  |                      |                                |                                |  |                  |                 |                 |  |
|  |                                     |                                     |                       |                      |                               |                               |  |                      |                                |                                |  |                  |                 |                 |  |
|  | Juventud (Malabrigo) (p.)           | 3 (3)                               |                       |                      |                               |                               |  |                      |                                |                                |  |                  |                 |                 |  |
|  | Juventud (Malabrigo) (p.)           | 3 (3)                               |                       |                      |                               |                               |  |                      |                                |                                |  |                  |                 |                 |  |
|  | Juventud (Esperanza)                | 3 (1)                               |                       |                      |                               |                               |  |                      |                                |                                |  |                  |                 |                 |  |
|  | Juventud (Esperanza)                | 3 (1)                               |                       | Juventud (Malabrigo) | 0                             |                               |  |                      |                                |                                |  |                  |                 |                 |  |
|  |                                     |                                     |                       | Juventud (Malabrigo) | 0                             |                               |  |                      |                                |                                |  |                  |                 |                 |  |
|  |                                     |                                     | Colón (Santa Fe)      | 5                    |                               |                               |  |                      |                                |                                |  |                  |                 |                 |  |
|  | Atlético de Rafaela                 | 0                                   | Colón (Santa Fe)      | 5                    |                               |                               |  |                      |                                |                                |  |                  |                 |                 |  |
|  | Atlético de Rafaela                 | 0                                   |                       |                      |                               |                               |  |                      |                                |                                |  |                  |                 |                 |  |
|  | Colón (Santa Fe)                    | 2                                   |                       |                      |                               |                               |  |                      |                                |                                |  |                  |                 |                 |  |
|  | Colón (Santa Fe)                    | 2                                   |                       |                      |                               |                               |  | Unión (Santa Fe)     | 2                              |                                |  |                  |                 |                 |  |
|  |                                     |                                     |                       |                      |                               |                               |  | Unión (Santa Fe)     | 2                              |                                |  |                  |                 |                 |  |
|  |                                     |                                     | Colón (Santa Fe)      | 0                    |                               |                               |  |                      |                                |                                |  |                  |                 |                 |  |
|  | Ben Hur (p.)                        | 1 (3)                               | Colón (Santa Fe)      | 0                    |                               |                               |  |                      |                                |                                |  |                  |                 |                 |  |
|  | Ben Hur (p.)                        | 1 (3)                               |                       |                      |                               |                               |  |                      |                                |                                |  |                  |                 |                 |  |
|  | 9 de Julio (R)                      | 1 (1)                               |                       |                      |                               |                               |  |                      |                                |                                |  |                  |                 |                 |  |
|  | 9 de Julio (R)                      | 1 (1)                               |                       | Ben Hur              | 1 (2)                         |                               |  |                      |                                |                                |  |                  |                 |                 |  |
|  |                                     |                                     |                       | Ben Hur              | 1 (2)                         |                               |  |                      |                                |                                |  |                  |                 |                 |  |
|  |                                     |                                     | Unión (Santa Fe) (p.) | 1 (4)                |                               |                               |  |                      |                                |                                |  |                  |                 |                 |  |
|  | Libertad (Sunchales)                | 0 (2)                               | Unión (Santa Fe) (p.) | 1 (4)                |                               |                               |  |                      |                                |                                |  |                  |                 |                 |  |
|  | Libertad (Sunchales)                | 0 (2)                               |                       |                      |                               |                               |  |                      |                                |                                |  |                  |                 |                 |  |
|  | Unión (Santa Fe) (p.)               | 0 (4)                               |                       |                      |                               |                               |  |                      |                                |                                |  |                  |                 |                 |  |
|  | Unión (Santa Fe) (p.)               | 0 (4)                               |                       |                      |                               |                               |  |                      |                                |                                |  | Unión (Santa Fe) | 2               |                 |  |
|  |                                     |                                     |                       |                      |                               |                               |  |                      |                                |                                |  | Unión (Santa Fe) | 2               |                 |  |
|  |                                     |                                     | Rosario Central       | 0                    |                               |                               |  |                      |                                |                                |  |                  |                 |                 |  |
|  | Atlético Sastre                     | 0                                   | Rosario Central       | 0                    |                               |                               |  |                      |                                |                                |  |                  |                 |                 |  |
|  | Atlético Sastre                     | 0                                   |                       |                      |                               |                               |  |                      |                                |                                |  |                  |                 |                 |  |
|  | Sportivo Las Parejas                | 3                                   |                       |                      |                               |                               |  |                      |                                |                                |  |                  |                 |                 |  |
|  | Sportivo Las Parejas                | 3                                   |                       | Argentino (Rosario)  | 1                             |                               |  |                      |                                |                                |  |                  |                 |                 |  |
|  |                                     |                                     |                       | Argentino (Rosario)  | 1                             |                               |  |                      |                                |                                |  |                  |                 |                 |  |
|  |                                     |                                     | Sportivo Las Parejas  | 4                    |                               |                               |  |                      |                                |                                |  |                  |                 |                 |  |
|  | Argentino (Rosario)                 | 3                                   | Sportivo Las Parejas  | 4                    |                               |                               |  |                      |                                |                                |  |                  |                 |                 |  |
|  | Argentino (Rosario)                 | 3                                   |                       |                      |                               |                               |  |                      |                                |                                |  |                  |                 |                 |  |
|  | Newell's Old Boys                   | 1                                   |                       |                      |                               |                               |  |                      |                                |                                |  |                  |                 |                 |  |
|  | Newell's Old Boys                   | 1                                   |                       |                      |                               |                               |  | Sportivo Las Parejas | 1 (4)                          |                                |  |                  |                 |                 |  |
|  |                                     |                                     |                       |                      |                               |                               |  | Sportivo Las Parejas | 1 (4)                          |                                |  |                  |                 |                 |  |
|  |                                     |                                     | Rosario Central (p.)  | 1 (5)                |                               |                               |  |                      |                                |                                |  |                  |                 |                 |  |
|  | Central Córdoba (R)                 | 0                                   | Rosario Central (p.)  | 1 (5)                |                               |                               |  |                      |                                |                                |  |                  |                 |                 |  |
|  | Central Córdoba (R)                 | 0                                   |                       |                      |                               |                               |  |                      |                                |                                |  |                  |                 |                 |  |
|  | Rosario Central                     | 1                                   |                       |                      |                               |                               |  |                      |                                |                                |  |                  |                 |                 |  |
|  | Rosario Central                     | 1                                   |                       | Club Arteaga         | 2                             |                               |  |                      |                                |                                |  |                  |                 |                 |  |
|  |                                     |                                     |                       | Club Arteaga         | 2                             |                               |  |                      |                                |                                |  |                  |                 |                 |  |
|  |                                     |                                     | Rosario Central       | 3                    |                               |                               |  |                      |                                |                                |  |                  |                 |                 |  |
|  | Centenario (SJE)                    | 1                                   | Rosario Central       | 3                    |                               |                               |  |                      |                                |                                |  |                  |                 |                 |  |
|  | Centenario (SJE)                    | 1                                   |                       |                      |                               |                               |  |                      |                                |                                |  |                  |                 |                 |  |
|  | Club Arteaga                        | 2                                   |                       |                      |                               |                               |  |                      |                                |                                |  |                  |                 |                 |  |
|  | Club Arteaga                        | 2                                   |                       |                      |                               |                               |  |                      |                                |                                |  |                  |                 |                 |  |
|  |                                     |                                     |                       |                      |                               |                               |  |                      |                                |                                |  |                  |                 |                 |  |

- Nota: En cada llave, el equipo que ocupa la primera línea es el que define la serie como local.

### Octavos de final
| Fecha            | Local                     | Resultado    | Visitante            |
| ---------------- | ------------------------- | ------------ | -------------------- |
| 17 de septiembre | Juventud (Malabrigo)      | 3:3 (3:1 p.) | Juventud (Esperanza) |
| 11 de septiembre | Atlético de Rafaela       | 0:2          | Colón (Santa Fe)     |
| 2 de septiembre  | Ben Hur                   | 1:1 (3:1 p.) | 9 de Julio (Rafaela) |
| 8 de septiembre  | Libertad (Sunchales)      | 0:0 (2:4 p.) | Unión (Santa Fe)     |
| 6 de septiembre  | Atlético Sastre           | 0:3          | Sportivo Las Parejas |
| 15 de septiembre | Argentino (Rosario)       | 3:1          | Newell's Old Boys    |
| 14 de septiembre | Central Córdoba (Rosario) | 0:1          | Rosario Central      |
| 17 de septiembre | Centenario (S.J. Esquina) | 1:2          | Club Arteaga         |

### Cuartos de final
| Fecha         | Local                | Resultado    | Visitante            |
| ------------- | -------------------- | ------------ | -------------------- |
| 8 de octubre  | Juventud (Malabrigo) | 0:5          | Colón (Santa Fe)     |
| 6 de octubre  | Ben Hur              | 1:1 (2:4 p.) | Unión (Santa Fe)     |
| 7 de octubre  | Argentino (Rosario)  | 1:4          | Sportivo Las Parejas |
| 15 de octubre | Club Arteaga         | 2:3          | Rosario Central      |

### Semifinales
| Fecha         | Local                | Resultado    | Visitante        |
| ------------- | -------------------- | ------------ | ---------------- |
| 16 de octubre | Unión (Santa Fe)     | 2:0          | Colón (Santa Fe) |
| 20 de octubre | Sportivo Las Parejas | 1:1 (4:5 p.) | Rosario Central  |

### Final
| Fecha           | Equipo 1         | Resultado | Equipo 2        |
| --------------- | ---------------- | --------- | --------------- |
| 30 de noviembre | Unión (Santa Fe) | 2:0       | Rosario Central |

- Nota: El partido se llevó a cabo en el estadio Néstor Zenklusen de Rafaela.

|                                      |
|                                      |
| Campeón Unión (Santa Fe) 1.er título |